# Плевник-Дреньове
Плевник-Дреньове (словац. Plevník-Drienové) — село, громада округу Поважська Бистриця, Тренчинський край. Кадастрова площа громади — 13.02 км².
Населення 1643 особи (станом на 31 грудня 2021 року).

## Історія
Плевник-Дреньове згадується 1354 року.

## Географія
Протікає річка Дреновка.

## Населення
| Рік:            | 1994. | 2004.   | 2014.   | 2024.   |
| --------------- | ----- | ------- | ------- | ------- |
| Кількість осіб: | 1568  | 1589    | 1613    | 1718    |
| Різниця:        |       | +1,33 % | +1,51 % | +6,50 % |

| Рік:            | 2023. | 2024.   |
| --------------- | ----- | ------- |
| Кількість осіб: | 1694  | 1718    |
| Різниця:        |       | +1,41 % |